# Xavier Huillard
Xavier Huillard, född 1954, är en fransk företagsledare. Han är ordförande och VD för Vinci SA. Han har varit VD sedan 2006 och ordförande sedan 2010. Han avlade examen vid École Polytechnique och École des ponts ParisTech. Innan han kom till Vinci, var han styrelseordförande och VD för Sogea.